# Station Sarrebourg
Station Sarrebourg is een spoorwegstation in de Franse gemeente Sarrebourg.
De stad werd in 1852 aangesloten op het spoorwegnetwerk.